# Гьяца
Гьяца (тиб. རྒྱ་ཚ་རྫོང་, Вайли: rgya tsha rdzong, кит. упр. 加查县, пиньинь Jiāchá xiàn, палл. Цзяча сянь) — уезд в городском округе Шаньнань, Тибетский автономный район, КНР.

## История
Уезд был создан в 1959 году.

## Административное деление
Уезд делится на 2 посёлка и 5 волостей:
- Посёлок Гьяца (加查镇)
- Посёлок Анрао (安绕镇)
- Волость Ласуй (拉绥乡)
- Волость Цуйцзю (崔久乡)
- Волость Ба (坝乡)
- Волость Лэнда (冷达乡)
- Волость Лолинь (洛林乡)

## Экономика
Развиты сельское хозяйство (особенно выращивание грецких орехов) и внутренний туризм. 

## Транспорт
Через уезд проходит железная дорога Лхаса — Ньингчи.